# Carl Ploug
Carl Parmo Ploug (né le 29 octobre 1813 à Kolding et mort le 27 octobre 1894 à Copenhague) est un poète et homme politique danois.

## Biographie
Carl Ploug était le fils du professeur Christian Frederik Ploug (1774-1837) et de Parmone Caroline Petersen (1784-1860). 
Sur recommandation de son ami Orla Lehmann, Ploug devient en 1839 collaborateur au journal national-libéral danois Fædrelandet, avant de devenir le rédacteur en chef de celui-ci en 1841, poste qu'il occupe pendant 40 ans jusqu'en 1881. Membre de l'aile gauche du mouvement national-libéral, il plaide avec force pour l'introduction du suffrage universel (pour les hommes). Il sera un des membres éminents de l'Assemblée constituante de 1848, autour de Orla Lehmann, puis membre du Parlement danois (Folketing) de 1853 à 1857, et de 1859 à 1890 membre du Landsting.
Sur la question territoriale des Duchés, Ploug défend au départ la division du Schleswig entre le Nord danophone et le Sud germanophone. À la suite des vives critiques que cette position suscita, il changera de vue et défendra la politique de l'Eider, visant à garder le Schleswig tout entier au Danemark. Au fil des années, ses opinions politiques deviendront plus conservatrices. L'échec de la politique de l'Eider et la défaite du Danemark dans la seconde guerre des Duchés seront ressentis douloureusement par lui. En 1877, il sera fait docteur honoraire de l'université de Lund.
Le 6 juillet 1854, il épouse la fille Frederikke Elisabeth (Elisa) du riche marchand Alfred Hage.

## Poésies
Carl Ploug a écrit de très nombreuses poésies. Beaucoup de celles-ci sont des poésies de circonstance pour les fêtes nationales, ou de nombreux chants patriotiques, mais aussi des ballades narratives, ou encore des poésies qui chantent son enfance heureuse. Après son mariage, il écrira de nombreux sonnets amoureux, dédiés à son épouse.

## Littérature
- Carl Ploug, Dansk Forfarterleksikon
- Carl Ploug, Arkiv for Dansk Litteratur (œuvres complètes en danois)
- Carl Ploug, Dansk Biografisk Haandleksikon, 1926
- Goos, Carl Ploug, in Dansk Biografisk Leksikon, Gyldendal, Koebenhavn, 1899, p. 169-179
- Rasmius Glenthøj, 1864 - Sønner af de Slagne, Koebenhavn, Gads Forlag, 2014